# Zolmitriptán
El zolmipitin o zolmitriptano es un medicamento que se utiliza para el tratamiento de la migraña o hemicránea. Está emparentado con otras fármacos de su mismo grupo terapéutico (triptanes), como el sumatriptán y el almotriptán que se conocen en conjunto como triptanes. Su utilidad se restringe al episodio agudo de dolor, no tiene actividad preventiva ni disminuye el número de crisis.
El mecanismo de acción es un efecto agonista sobre los receptores de la 5-hidroxitriptamina tipo 5HT 1B y 1D. Estos receptores se encuentran situados en los vasos sanguíneos del interior del cráneo y se estimulan de forma natural en respuesta a la serotonina, lo que ocasiona vasodilatación y un episodio de dolor migrañoso. El zolmitriptan bloquea los receptores y por lo tanto inhibe los mecanismos que desencadenan el dolor.
Se emplea en forma de comprimidos orales de 2.5 mg que se absorben con rapidez a través del tracto digestivo y alcanzan su concentración máxima en sangre 2 horas después de su administración.
El principal efecto secundario del fármaco, al igual que los restantes medicamentos del grupo, es vasoconstricción de las arterias coronarias, por lo que no debe emplearse en personas afectas de cardiopatía isquémica, angina de pecho o que hayan presentado infarto agudo de miocardio. También se recomienda utilizarlo con precaución en aquellas personas que presentan isquemia de miembros inferiores o claudicación intermitente, pues puede empeorar los síntomas por el mismo mecanismo de vasoconstricción, lo que disminuye el riego sanguíneo a las extremidades.
Tras su administración se han constatado en ocasiones diversas reacciones adversas, como dolor torácico, opresión precordial, sudoración excesiva, sensación de mareo, molestias digestivas, náuseas y vómitos. Con poca frecuencia se producen alteraciones cardiacas severas como infarto de miocardio, taquicardia ventricular y fibrilación ventricular.